# Chuuk Lagoon
Chuuk Lagoon är en lagun i Mikronesiska federationen.   Den ligger i delstaten Chuuk, i den västra delen av landet, 700 km väster om huvudstaden Palikir.